# 拉達克
拉達克（藏語：ལ་དྭགས་，威利转写：la dwags，拉達克語國際音標：[lad̪ɑks]，轉寫：Ladākh，國際音標：[ləd̪.d̪ɑːx]，穆麟德轉寫：ladak）是印度的一个中央直辖区，為印度控制的克什米爾的東部部分，面積4萬5110平方公里，包括锡亚琴冰川和与中国有领土争端的巴里加斯西部，名義上還包括巴基斯坦控制的巴爾蒂斯坦和中國控制的巴里加斯東部和阿克賽欽。海拔在3000-7000米之间。通行語言為拉达克语和烏爾都語，官方使用英语和印地语。
拉達克是印度人口最稀少的地區之一，是藏族亲缘民族拉达克人的傳統居住區，其文化和歷史與西藏密切相關，以其山地美景和文化而聞名。2019年8月印度议会兩院通過《2019年查谟和克什米尔重組法》。從2019年10月31日起，原來的查謨和克什米爾邦分割成查谟和克什米尔中央直辖区和拉達克中央直辖区。

## 歷史

### 早期
該地區的石刻表明新石器時代就有人類居住在這個地區。拉達克最早的居民是雅利安人，這些早期居民被希羅多德的著作和往世書記載下來。大約公元1世紀，拉達克成爲貴霜帝國的一部分。2世紀，佛教經過克什米爾傳入西拉達克，而此時東拉達克仍然盛行苯教，两教开始融合。7世紀，玄奘也記錄过這個地區。
8世紀，吐蕃擴張至拉達克，稱阿里與拉達克地區為“麻域”（麻羊）。拉達克北部的勃律被中國唐朝控制，捲入了唐蕃衝突，其宗主權在唐帝國和吐蕃之間幾經易手。
842年吐蕃王室成員尼玛衮（Nyima-Gon）由於王室内亂，逃往吐蕃西部，脫離吐蕃帝國，統治了麻域，建立古格王朝。這個時期拉達克湧入了大量藏人，隨之藏化。王朝從印度北部地區尤其是克什米爾引入佛教思想，並將其重新傳入西藏，史稱藏傳佛教的上路弘傳。
13世紀，面臨穆斯林征服印度次大陆的拉達克，謀求從西藏獲得佛教事務的指導。隨後的大約兩個世紀裏，直到1600年，拉達克面臨穆斯林鄰國的劫掠和侵略。由此拉達克開始衰落，並且有人轉信伊斯蘭教。
之後巴干王重新統一了拉達克，並建立了“南嘉王朝”，此後國力漸強。爲了對付穆斯林在該地區摧毀佛教、實現伊斯蘭化的企圖，王朝的歷代國君驅逐了來自中亞的入侵者，並且一度把王國擴張到尼泊爾。17世紀前期，南嘉王朝為修復佛教聖器和廟宇做了大量努力，王國版圖向北擴張到了藏斯卡等地區，並出兵攻滅了西藏阿里的古格王朝。王國後來被已經吞併克什米爾河谷和巴爾蒂斯坦的莫臥兒帝國擊敗，但是王國保持了獨立。
17世紀後期，拉達克在不丹和西藏格魯派的爭端中支持同宗竹巴噶舉派的不丹，引发与西藏的战争。虽然穆斯林帮助重建了拉達克政權，但是应奥朗则布的要求，拉達克王室允許在首都列城裏建清真寺並且國王皈依伊斯蘭教。1684年西藏和拉達克簽約解決了雙方之間的爭端，拉達克将其从古格王国占领的阿里地区归还西藏，重新遵奉佛教。從1683年開始，拉達克就年年向西藏甘丹颇章進貢。並且雍正年间以後，拉達克王（清朝档案稱其為拉達克汗）由清朝駐藏大臣「節制」。1826年，拉達克王奉駐藏大臣松廷的密令，緝拿逃亡拉達克的張格爾叛亂餘黨100餘人，並派人稟報清朝駐藏大臣。1829年，道光帝賞給拉達克王五品頂戴花翎。
1834年，錫克帝國境内統治克什米爾的道格拉人（森巴族）古拉卜·辛格派出名将左拉瓦尔·辛格，入侵拉達克。拉達克兩次向西藏求援，但是駐藏大臣拒不發兵，拉達克淪为查谟的附属国。拉达克人不断反抗道格拉人的统治，最终在1839年被彻底征服。1841年，道格拉人乘胜入侵阿里地区，史稱森巴戰爭。1842年，藏軍追擊道格拉軍隊至拉達克境內，被道格拉軍擊退。拉達克人起義失敗，拉達克被併入道格拉人統治的查謨和克什米爾土邦，成為英國東印度公司屬地，自1850年代起，英國的影響逐漸增強，這種格局一直持續到印度独立。

### 現代
1947年印巴分治，克什米爾土邦的大君不能決定加入印度還是巴基斯坦。1948年巴基斯坦攻入該地區，並且佔領了卡基尔和藏斯卡，軍隊距離列城不到30公里。在克什米爾大君簽約加入印度之後，印度派軍隊進入該地區，拉达克被印度划入了查谟和克什米尔邦。1949年中國關閉了奴布拉和新疆的邊界，封鎖了傳統的邊貿道路。在此期間，印度建設了斯利那加-列城公路，使行程從十六天縮短到兩天。
目前拉達克由印度管辖，而争议領土處於巴基斯坦和中國的控制之中。卡基爾曾經是三次印巴戰爭的戰場。也是1999年卡基爾戰爭中潛在核衝突的目標。1979年拉達克被分成卡吉爾和列城兩個行政區。1989年，曾爆發過佛教徒和穆斯林之間的衝突和騷亂。之後拉達克就此要求從克什米爾邦獨立出來，1993年拉達克成立了自治委員會。

### 聯邦屬地

2019年重组后的拉達克中央直辖区

後來來自列城的一些人士呼籲將拉達克設為聯邦屬地，因為當地人們認為克什米爾不公平對待拉達克，而拉達克與主要是穆斯林克什米爾河谷的文化差異受到了不公平對待，而卡吉爾的一些人則反對將拉達克視為聯邦屬地。
2019年8月5日，印度国会通过《查谟和克什米尔邦重组法》，宣布将查谟和克什米尔邦分割为查谟克什米尔聯邦屬地以及拉达克聯邦屬地，兩者均在同年10月31日成立，其中拉达克聯邦屬地相对新的查谟和克什米尔聯邦屬地没有地方议会立法权，本屬地依此獲得一個眾議院席次但不具上議院席次。其政府由中央政府指派，部分事務由前者管轄。
2023年12月11日，印度最高法院要求印度政府尽快恢复查谟和克什米尔中央直辖区“邦”的地位。同时法院认为印度政府2019年设立的“拉达克中央直辖区”是合法有效的。

## 地理

克什米爾，粉紅色為拉達克

拉達克是印度最高的高原，其中大部分超過3,000 m（9,800 ft）。它從喜馬拉雅山脈延伸到喀喇崑崙山脈範圍，並包括印度河上游山谷。
從歷史上看，該地區包括巴爾蒂斯坦山谷（現在大多位于巴基斯坦控制的克什米爾地區），整個上印度河流域，遠至藏斯卡，南方包括拉胡爾和毕底，包括阿里地区的日土镇和古格的東邊，東北方向的阿克赛钦，北邊是拉達克山脈卡敦拉山口上方的努布拉谷。當代的拉達克（Ladakh）東部與西藏接壤，南部與喜马偕尔邦的拉胡爾和毕底地區接壤，西部是克什米爾与査谟，最北端是新疆西南角的喀喇崑崙山口。拉達克與青藏高原之間模糊的传统分界线始於北部魯道克以東的錯綜複雜的山脊迷宮，包括阿靈·康格里和馬萬格·康格里，並向東南方向尼泊爾西北部延伸。在分割之前，現在由巴基斯坦控制的巴爾蒂斯坦是拉達克的一個地區。斯卡都是拉達克的冬季首都，而列城是夏季的首都。

## 政治
拉達克分為兩個區：列城、卡基爾。
| 名稱     | 行政中心 | 面積 (km²) | 人口 2001 數據 | 人口 2011 數據 |
| -------- | -------- | ---------- | -------------- | -------------- |
| 卡基尔县 | 卡尔吉尔 | 14,036     | 119,307        | 143,388        |
| 列城县   | 列城     | 45,110     | 117,232        | 147,104        |
| 總計     | 2        | 59,146     | 236,539        | 290,492        |

### 議會
拉達克共有一個人民院席位，並不具聯邦院席位。

## 行政
根據《查謨和克什米爾邦重組法》的條款，拉達克相對於查謨和克什米爾聯邦屬地沒有立法議會或民選政府的情況下被作為聯邦屬地管理。
政府首腦是由印度總統任命的州督，並由印度行政部門的公務員協助。

## 地理
本聯邦屬地位於世界上最崎嶇、最荒蕪的山地之一。海拔在3000至7000米之間，大部分是人煙稀少的高地。

## 人口
26万，主要為操拉達克語的藏人以及操印度-伊朗語族的雅利安人。多數居民信奉伊斯兰教什叶派、印度教、藏傳佛教和錫克教等。卡基爾縣主要是什叶派穆斯林，列城縣以藏傳佛教徒為主。

## 文化

### 古王都
列城是拉达克王朝的王都，现在拉达克地区最重要的城市。

### 风俗
马球在拉达克风靡了至少一千年，每逢拉达克节，列城都会举行盛大的马球比赛。
拉達克文化類似於西藏文化、道路開放後有不少遊客前往。

### 普格塔尔寺
本廟在拉达克地区最偏远的寺庙之一，要想到达这里只能从赞斯卡的普梅村徒步前往。虽然位置非常荒僻，但整座寺庙仍有几十名喇嘛。

## 教育
1994年政府在設立埃利澤·喬丹紀念學院，可提供學位教育，目前隸屬於2018年建立的拉達克大學。

## 图集

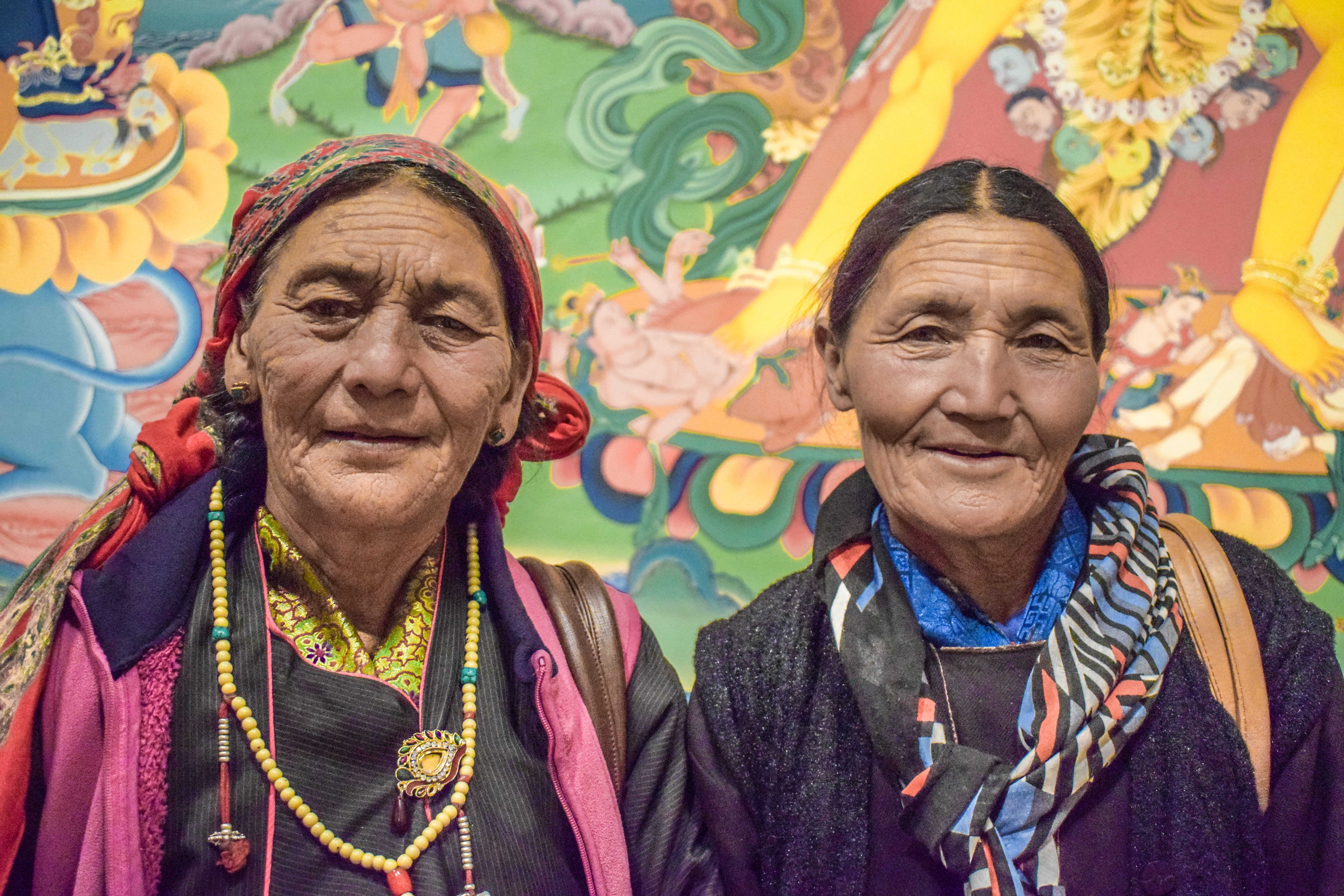
拉達克Hemis的婦女
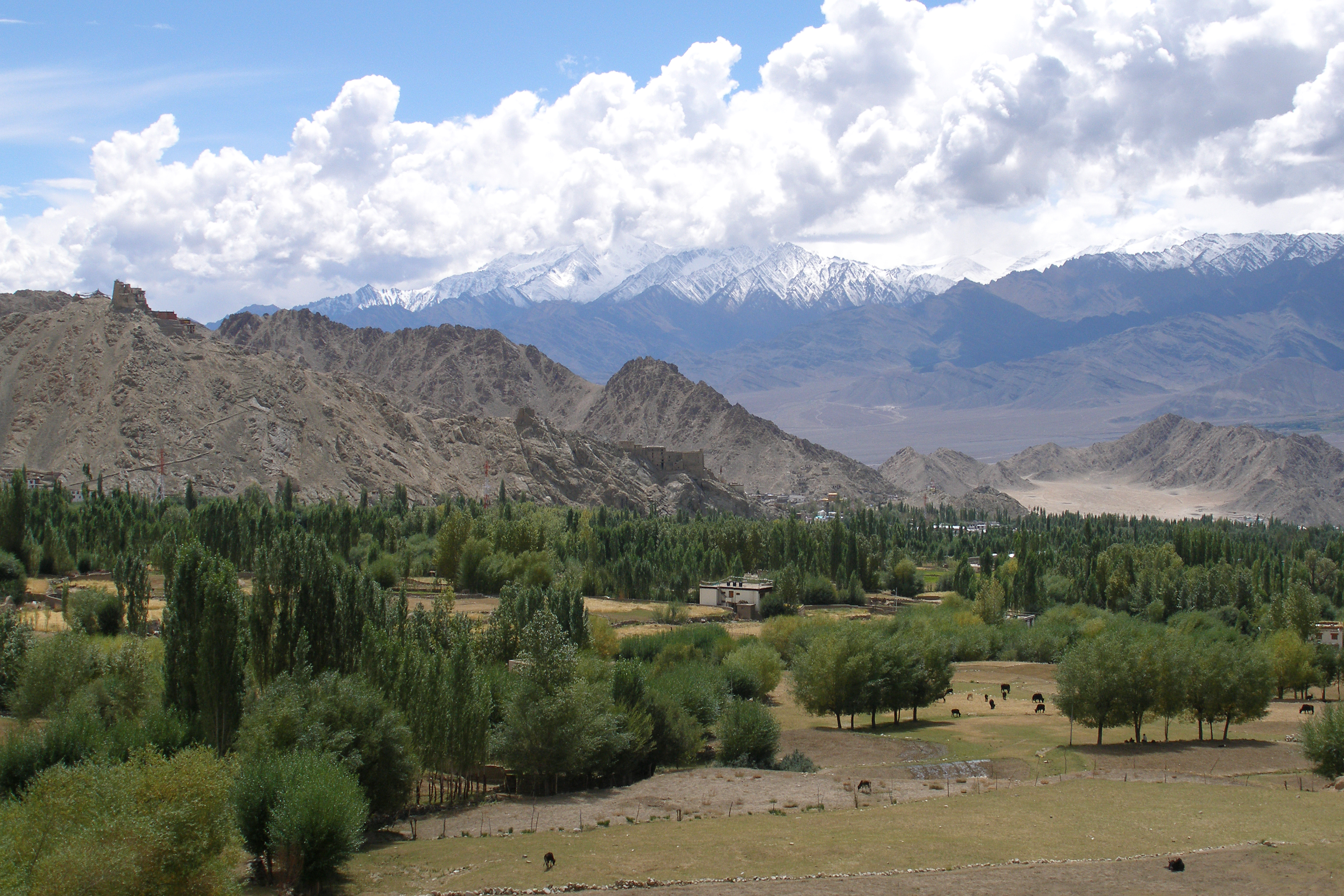
列城附近的樹木
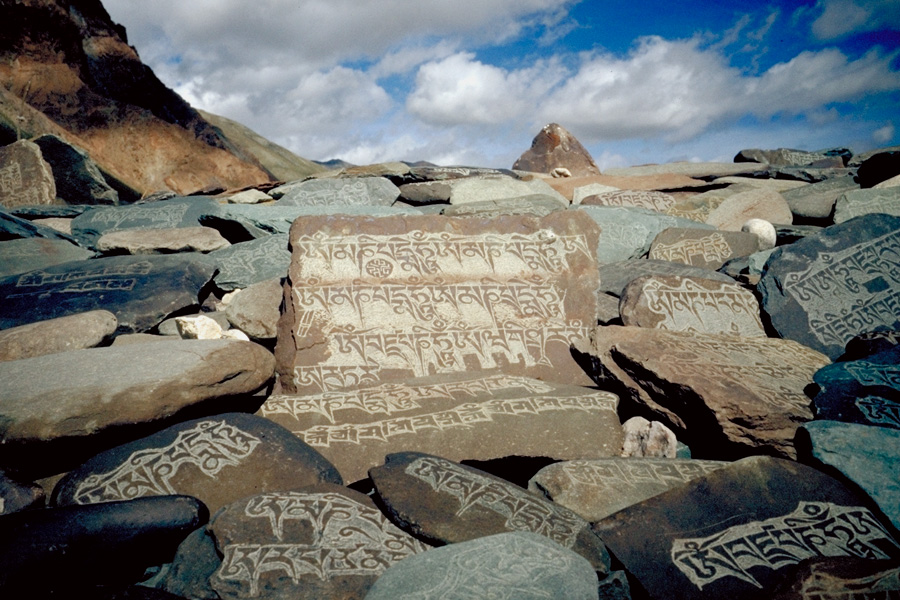
位於赞斯卡的石碑，每块碑刻有六字真言
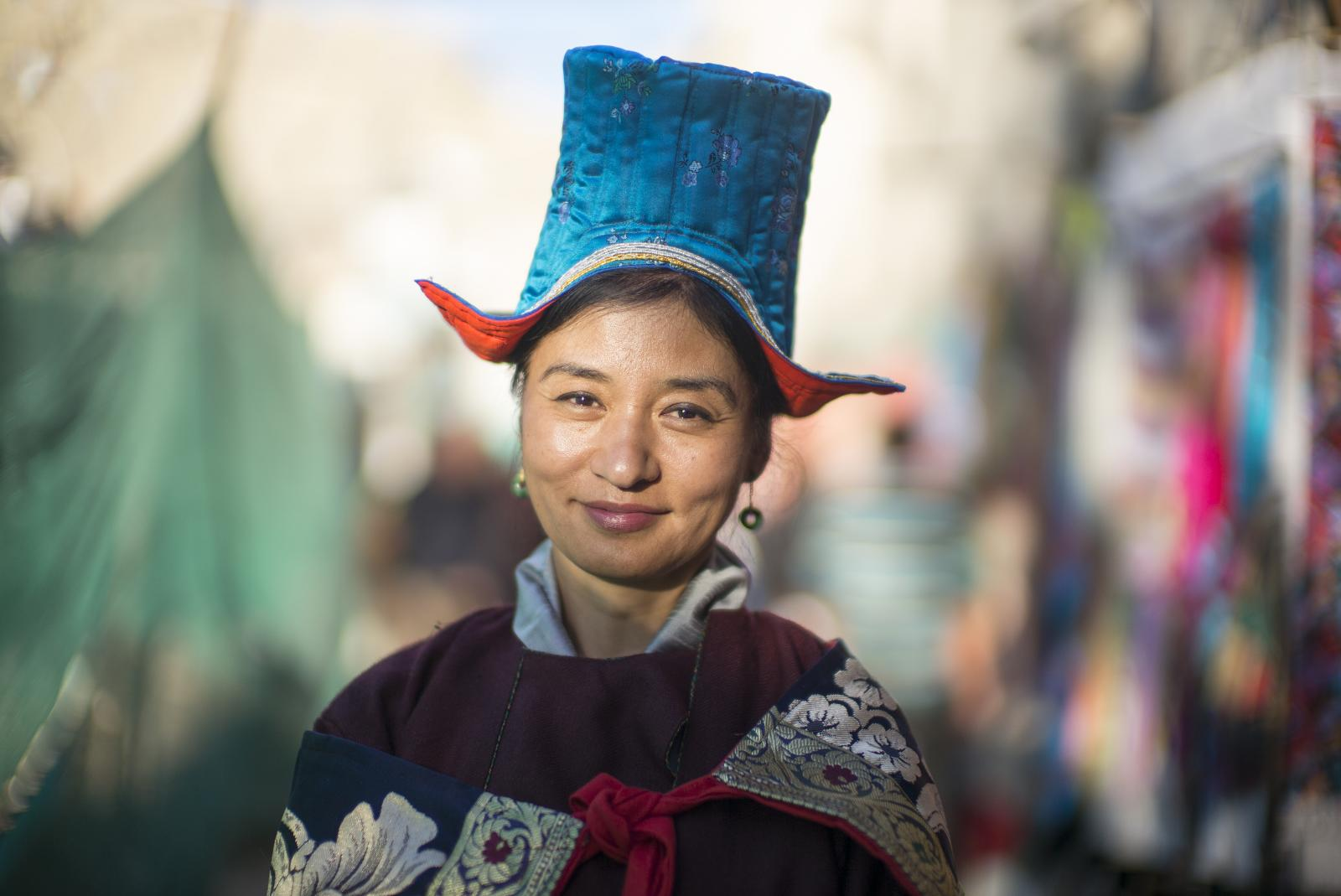
穿著傳統服飾的拉達克婦女

## 外部連結
- 拉達克簡介